# Điền kinh tại Đại hội Thể thao Đông Nam Á 2015
Điền kinh tại Đại hội Thể thao Đông Nam Á năm 2015 được tổ chức tại Sân vận động Quốc gia Singapore, East Coast Park và sân tập Kallang từ ngày 6 đến ngày 12 tháng 6. Tổng cộng có 46 nội dung thi đấu được đưa vào chương trình của kỳ đại hội lần thứ 28, chia đều cho nam và nữ. Nội dung marathon khởi hành và kết thúc tại sân vận động, với lộ trình chạy qua các khu vực lân cận như East Coast Park, Marina Bay và Gardens by the Bay.
Tổng cộng đã có 11 kỷ lục đại hội được phá vỡ trong giải đấu. Ngoài ra, có 42 kỷ lục quốc gia được san bằng hoặc vượt qua, cùng 3 kỷ lục khu vực Đông Nam Á mới được thiết lập. Các kỷ lục khu vực bao gồm: 5,30 m nhảy sào nam của Porranot Purahong và 16,76 m nhảy ba bước nam của Muhammad Hakimi Ismail.
Thái Lan tiếp tục chuỗi thống trị ở môn điền kinh với 17 huy chương vàng, kết thúc đại hội với tổng cộng 39 huy chương. Việt Nam xếp thứ hai với 11 huy chương vàng trong tổng số 34 huy chương giành được (trong đó Thái Lan chiếm ưu thế ở các nội dung điền trường, còn Việt Nam nổi bật ở các nội dung chạy). Indonesia đứng tiếp theo với 7 huy chương vàng, còn Philippines có 21 huy chương, là quốc gia có tổng số huy chương cao thứ ba. Nước chủ nhà Singapore giành được 3 huy chương vàng. Có 7 trong tổng số 11 quốc gia tham dự giành được huy chương trong môn điền kinh.
Hai vận động viên Philippines, Eric Cray và Kayla Richardson, lần lượt vô địch nội dung 100 m nam và 100 m nữ; một VĐV khác là Caleb Stuart giành HCV ở nội dung ném búa nam. Eric Cray còn bảo vệ thành công danh hiệu 400 m rào nam, trở thành một trong 7 vận động viên giành 2 HCV cá nhân tại giải. Hai nữ vận động viên Indonesia cũng giành cú đúp: Maria Natalia Londa vô địch cả nhảy xa và nhảy ba bước nữ, trong khi Triyaningsih, đương kim vô địch 10.000 m, tiếp tục thống trị cự ly này và giành thêm HCV 5.000 m, đánh dấu lần thứ tư trong sự nghiệp cô giành cú đúp 5.000–10.000 m. Ba cú đúp còn lại thuộc về các vận động viên Việt Nam: Nguyễn Thị Huyền giành HCV cả 400 m thường và 400 m rào, trong khi Dương Văn Thái và Đỗ Thị Thảo chia nhau toàn bộ HCV các cự ly trung bình nam và nữ.
Tổng cộng có 17 vận động viên bảo vệ thành công danh hiệu từ Đại hội năm 2013. Đỗ Thị Thảo và Maria Natalia Londa đều lặp lại cú đúp trước đó. Zhang Guirong giành chiến thắng thứ sáu liên tiếp ở nội dung đẩy tạ nữ, còn Triyaningsih kéo dài chuỗi bất bại ở nội dung 10.000 m lên thành năm kỳ đại hội liên tiếp. Jamras Rittidet giành HCV lần thứ tư liên tiếp ở nội dung 110 m rào nam. Ba nữ VĐV khác cũng giành HCV thứ ba liên tiếp là: Rini Budiarti (chạy vượt chướng ngại vật 3.000 m), Nguyễn Thị Thanh Phúc (đi bộ 20 km), và Subenrat Insaeng (ném đĩa).

## Các quốc gia tham dự
Tổng cộng có 346 vận động viên (195 nam, 151 nữ) đến từ 11 quốc gia tham gia tranh tài tại bộ môn này:
- Brunei (6)
- Campuchia (5)
- Indonesia (23)
- Lào (13)
- Malaysia (38)
- Myanmar (21)
- Philippines (36)
- Singapore (74)
- Thái Lan (77)
- Đông Timor (5)
- Việt Nam (48)

## Kết quả

### Nam
| Nội dung                    | Vàng                                                                                  | Vàng          | Bạc                                                                                         | Bạc           | Đồng                                                                        | Đồng          |
| --------------------------- | ------------------------------------------------------------------------------------- | ------------- | ------------------------------------------------------------------------------------------- | ------------- | --------------------------------------------------------------------------- | ------------- |
| 100 m                       | Philippines (PHI) · Eric Cray                                                         | 10.25         | Indonesia (INA) · Yaspi Boby                                                                | 10.45         | Indonesia (INA) · Iswandi Iswandi                                           | 10.45         |
| 200 m                       | Việt Nam (VIE) · Lê Trọng Hinh                                                        | 20.89 (PB)    | Thái Lan (THA) · Jaran Sathoengram                                                          | 21.05 (PB)    | Thái Lan (THA) · Jirapong Meenapra                                          | 21.13 (PB)    |
| 400 m                       | Thái Lan (THA) · Kunanon Sukkaew                                                      | 46.00 (GR)    | Việt Nam (VIE) · Quách Công Lịch                                                            | 46.02 (PB)    | Philippines (PHI) · Edgardo Alejan Jr.                                      | 47.08 (SB)    |
| 800 m                       | Việt Nam (VIE) · Dương Văn Thái                                                       | 1:51.43       | Philippines (PHI) · Mervin Guarte                                                           | 1:51.47 (SB)  | Thái Lan (THA) · Yothin Yaprajan                                            | 1:52.32       |
| 1500 m                      | Việt Nam (VIE) · Dương Văn Thái                                                       | 3:47.04 (PB)  | Philippines (PHI) · Mervin Guarte                                                           | 3:48.06 (SB)  | Thái Lan (THA) · Yothin Yaprajan                                            | 3:49.35 (PB)  |
| 5000 m                      | Việt Nam (VIE) · Nguyễn Văn Lai                                                       | 14:04.82 (GR) | Indonesia (INA) · Agus Prayogo                                                              | 14:15.14      | Thái Lan (THA) · Sanchai Namkhet                                            | 14:40.59      |
| 10,000 m                    | Indonesia (INA) · Agus Prayogo                                                        | 29:41.56 (SB) | Thái Lan (THA) · Boonthung Srisung                                                          | 30:05.22 (SB) | Myanmar (MYA) · Naing San                                                   | 30:26.23 (PB) |
|                             |                                                                                       |               |                                                                                             |               |                                                                             |               |
| 110 m vượt rào              | Thái Lan (THA) · Jamras Rittidet                                                      | 13.69 (GR)    | Malaysia (MAS) · Rayzam Shah Wan Sofian                                                     | 13.97 (SB)    | Philippines (PHI) · Patrick Ma. Unso                                        | 14.12 (PB)    |
| 400 m vượt rào              | Philippines (PHI) · Eric Cray                                                         | 49.40 (GR)    | Việt Nam (VIE) · Quách Công Lịch                                                            | 50.29 (PB)    | Indonesia (INA) · Andrian Andrian                                           | 51.36 (PB)    |
| 3000 m vượt chướng ngại vật | Philippines (PHI) · Christopher Ulboc Jr.                                             | 8:59.07 (PB)  | Việt Nam (VIE) · Phạm Tiến Sản                                                              | 8:59.90 (PB)  | Indonesia (INA) · Ationg Tio Purwanto                                       | 9:06.41 (PB)  |
|                             |                                                                                       |               |                                                                                             |               |                                                                             |               |
| 4×100 m tiếp sức            | Thái Lan · (Ruttanapon Sowan, Aphisit Promkaew, Jirapong Meenapra, Jaran Sathoengram) | 38.99         | Singapore · (Kang Li Loong Calvin, Yeo Foo Ee Gary, Lee Cheng Wei, Muhammad Amirudin Jamal) | 39.24         | Indonesia · (Fadlin Fadlin, Iswandi Iswandi, Yudi Dwi Nugroho, Yaspi Boby)  | 39.32 (SB)    |
| 4×400 m tiếp sức            | Thái Lan · (Pooriphat Kaijun, Srikharin Wannasa, Saharat Sammayan, Kunanon Sukkaew)   | 3:06.81       | Philippines · (Joan Caido, Edgardo Alejan Jr., Ryan Bigyan, Archand Christian Bagsit)       | 3:06.84       | Việt Nam · (Đào Xuân Cường, Lương Văn Thao, Lê Trọng Hinh, Quách Công Lịch) | 3:08.48       |
|                             |                                                                                       |               |                                                                                             |               |                                                                             |               |
| Marathon                    | Singapore (SIN) · Soh Rui Yong                                                        | 2:34:56       | Thái Lan (THA) · Boonthung Srisung                                                          | 2:35:09       | Việt Nam (VIE) · Hoàng Nguyên Thanh                                         | 2:37:10       |
| 20 km đi bộ                 | Indonesia (INA) · Hendro Hendro                                                       | 1:34:23       | Việt Nam (VIE) · Võ Xuân Vinh                                                               | 1:38:38       | Malaysia (MAS) · Md Khairil Harith Harun                                    | 1:40:57       |
|                             |                                                                                       |               |                                                                                             |               |                                                                             |               |
| Nhảy cao                    | Malaysia (MAS) · Nauraj Singh Randhawa                                                | 2.13          | Việt Nam (VIE) · Đào Văn Thủy                                                               | 2.13 (PB)     | Malaysia (MAS) · Muhammed Ashraf Saipu Rahman                               | 2.11          |
| Nhảy sào                    | Thái Lan (THA) · Porranot Purahong                                                    | 5.30 (GR)     | Philippines (PHI) · Ernest John Obiena                                                      | 5.25          | Malaysia (MAS) · Iskandar Alwi                                              | 5.05          |
| Nhảy xa                     | Thái Lan (THA) · Supanara Sukhasvasti                                                 | 7.75          | Việt Nam (VIE) · Phạm Văn Lâm                                                               | 7.52 (PB)     | Philippines (PHI) · Donovant Arriola Jr.                                    | 7.51          |
| Nhảy ba bước                | Malaysia (MAS) · Muhammad Hakimi Ismail                                               | 16.76 (GR)    | Thái Lan (THA) · Varunyoo Kongnil                                                           | 16.20         | Việt Nam (VIE) · Nguyễn Văn Hùng                                            | 15.92         |
| Đẩy tạ                      | Thái Lan (THA) · Promrob Juntima                                                      | 17.47 (PB)    | Thái Lan (THA) · Chatchawal Polyiam                                                         | 17.05 (SB)    | Malaysia (MAS) · Adi Aliffudin Hussin                                       | 16.96 (SB)    |
| Ném đĩa                     | Malaysia (MAS) · Muhammad Irfan Shamshuddin                                           | 56.62         | Thái Lan (THA) · Narong Benjaroon                                                           | 52.59 (PB)    | Thái Lan (THA) · Kwanchai Numsomboon                                        | 51.02 (SB)    |
| Ném búa                     | Philippines (PHI) · Caleb John Stuart                                                 | 65.63 (GR)    | Thái Lan (THA) · Tantipong Phetchaiya                                                       | 62.12         | Malaysia (MAS) · Jackie Wong Siew Cheer                                     | 61.18         |
| Ném lao                     | Thái Lan (THA) · Peerachet Jantra                                                     | 75.18 (SB)    | Thái Lan (THA) · Hussadin Rodmanee                                                          | 70.96 (SB)    | Myanmar (MYA) · Kyaw Nyi Nyi Htwe                                           | 56.84         |
| 10 môn phối hợp             | Việt Nam (VIE) · Nguyễn Văn Huệ                                                       | 7232 (PB)     | Philippines (PHI) · Jesson Ramil Cid                                                        | 7065          | Philippines (PHI) · Janry Ubas                                              | 6796 (PB)     |

### Nữ
| Nội dung                    | Vàng                                                                                            | Vàng          | Bạc                                                                                           | Bạc           | Đồng | Đồng         |
| --------------------------- | ----------------------------------------------------------------------------------------------- | ------------- | --------------------------------------------------------------------------------------------- | ------------- | --- | ------------ |
| 100 m                       | Philippines (PHI) · Kayla Anise Richardson                                                      | 11.76         | Thái Lan (THA) · Tassaporn Wannakit                                                           | 11.76         | Singapore (SIN) · Veronica Shanti Pereira                                                                                  | 11.88        |
| 200 m                       | Singapore (SIN) · Veronica Shanti Pereira                                                       | 23.60 (PB)    | Philippines (PHI) · Kayla Anise Richardson                                                    | 23.71         | Việt Nam (VIE) · Nguyễn Thị Oanh                                                                                           | 23.92 (PB)   |
| 400 m                       | Việt Nam (VIE) · Nguyễn Thị Huyền                                                               | 52.00         | Việt Nam (VIE) · Quách Thị Lan                                                                | 52.52         | Malaysia (MAS) · Shereen Samson Vallabouy                                                                                  | 54.26        |
| 800 m                       | Việt Nam (VIE) · Đỗ Thị Thảo                                                                    | 2:05.22 (SB)  | Myanmar (MYA) · Myint Swe Li                                                                  | 2:10.21       | Việt Nam (VIE) · Vũ Thị Ly                                                                                                 | 2:12.36      |
| 1500 m                      | Việt Nam (VIE) · Đỗ Thị Thảo                                                                    | 4:28.39       | Việt Nam (VIE) · Nguyễn Thị Phương                                                            | 4:31.59       | Myanmar (MYA) · Phyu War Thet                                                                                              | 4:33.25      |
| 5000 m                      | Indonesia (INA) · Triyaningsih                                                                  | 16:18.06      | Indonesia (INA) · Rini Budiarti                                                               | 16:30.85      | Myanmar (MYA) · Phyu War Thet                                                                                              | 16:54.71     |
| 10,000 m                    | Indonesia (INA) · Triyaningsih                                                                  | 33:44.53 (SB) | Việt Nam (VIE) · Phạm Thị Huệ                                                                 | 35:02.70 (PB) | Thái Lan (THA) · Jane Vongvorachoti                                                                                        | 35:20.46     |
|                             |                                                                                                 |               |                                                                                               |               | |              |
| 100 m vượt rào              | Thái Lan (THA) · Wallapa Punsoongneun                                                           | 13.56 (SB)    | Indonesia (INA) · Dedeh Erawati                                                               | 13.61         | Việt Nam (VIE) · Trần Thị Yến Hoa                                                                                          | 13.64        |
| 400 m vượt rào              | Việt Nam (VIE) · Nguyễn Thị Huyền                                                               | 56.15 (GR)    | Singapore (SIN) · Dipna Lim Prasad                                                            | 59.24 (PB)    | Thái Lan (THA) · Wassana Winatho                                                                                           | 1:01.69 (SB) |
| 3000 m vượt chướng ngại vật | Indonesia (INA) · Rini Budiarti                                                                 | 10:20.40      | Việt Nam (VIE) · Nguyễn Thị Phương                                                            | 10:32.61      | Philippines (PHI) · Jessica Lynn Barnard                                                                                   | 10:36.90     |
|                             |                                                                                                 |               |                                                                                               |               | |              |
| 4×100 m tiếp sức            | Thái Lan (THA) · Thipat Supawan · Khanrutai Pakdee · Phatsorn Jaksuninkorn · Tassaporn Wannakit | 44.27         | Việt Nam (VIE) · Hà Thị Thu · Lưu Kim Phụng · Trần Thị Yến Hoa · Đỗ Thị Quyên                 | 44.77         | Malaysia (MAS) · Siti Fatima Mohamad · Zaidatul Husniah Zulkifli · Komalam Shally Selvaretnam · Noor Amira Mohamad Nafiah  | 45.41        |
| 4×400 m tiếp sức            | Việt Nam (VIE) · Nguyễn Thị Oanh · Nguyễn Thị Thủy · Quách Thị Lan · Nguyễn Thị Huyền           | 3:31.46 (GR)  | Thái Lan (THA) · Supanich Poolkerd · Atchima Eng-Chuan · Pornpan Hoemhuk · Treewadee Yongphan | 3:36.82       | Malaysia (MAS) · Fathin Faqihah Mohd Yusuf · Nurul Faizah Asma Mazlan · Zaimah Atifah Zainuddin · Shereen Samson Vallabouy | 3:39.10 (SB) |
|                             |                                                                                                 |               |                                                                                               |               | |              |
| Marathon                    | Thái Lan (THA) · Natthaya Thanaronnawat                                                         | 3:03:25       | Philippines (PHI) · Mary Joy Tabal                                                            | 3:04:39       | Việt Nam (VIE) · Hoàng Thị Thanh                                                                                           | 3:07:14      |
| 20 km đi bộ                 | Việt Nam (VIE) · Nguyễn Thị Thanh Phúc                                                          | 1:45:20       | Myanmar (MYA) · Soe Than Than                                                                 | 1:46:57       | Việt Nam (VIE) · Phan Thị Bích Hà                                                                                          | 1:48:23      |
|                             |                                                                                                 |               |                                                                                               |               | |              |
| Nhảy cao                    | Thái Lan (THA) · Wanida Boonwan                                                                 | 1.85          | Việt Nam (VIE) · Phạm Thị Diễm                                                                | 1.83          | Singapore (SIN) · Michelle Sng Suat Li                                                                                     | 1.81         |
| Nhảy sào                    | Thái Lan (THA) · Chayanisa Chomchuendee                                                         | 4.1 m         | Singapore (SIN) · Rachel Isabel Yang Bingjie                                                  | 3.9 m (PB)    | Philippines (PHI) · Riezel Buenaventura                                                                                    | 3.6 m        |
| Nhảy xa                     | Indonesia (INA) · Maria Londa                                                                   | 6.70 (PB)     | Việt Nam (VIE) · Bùi Thị Thu Thảo                                                             | 6.65 (PB)     | Philippines (PHI) · Marestella Torres                                                                                      | 6.41         |
| Nhảy ba bước                | Indonesia (INA) · Maria Londa                                                                   | 13.75         | Việt Nam (VIE) · Trần Huệ Hoa                                                                 | 13.73         | Thái Lan (THA) · Thitima Muangjan                                                                                          | 13.65 (SB)   |
| Đẩy tạ                      | Singapore (SIN) · Zhang Guirong                                                                 | 14.60 (SB)    | Thái Lan (THA) · Sawitri Thongchao                                                            | 13.62         | Thái Lan (THA) · Areerat Intadis                                                                                           | 13.31        |
| Ném đĩa                     | Thái Lan (THA) · Subenrat Insaeng                                                               | 59.56 (GR)    | Malaysia (MAS) · Yap Jeng Tzan                                                                | 46.95         | Singapore (SIN) · Hannah Lee                                                                                               | 45.72        |
| Ném búa                     | Thái Lan (THA) · Mingkamon Koomphon                                                             | 56.57 (GR)    | Thái Lan (THA) · Panwat Gimsrang                                                              | 55.47         | Malaysia (MAS) · Grace Wong Xiu Mei                                                                                        | 53.80        |
| Ném lúa                     | Thái Lan (THA) · Natta Nachan                                                                   | 54.38 (PB)    | Việt Nam (VIE) · Bùi Thị Xuân                                                                 | 49.16         | Philippines (PHI) · Rosie Villarito                                                                                        | 48.44        |
|                             |                                                                                                 |               |                                                                                               |               | |              |
| 7 môn phối hợp              | Thái Lan (THA) · Sunisa Khotseemueang                                                           | 5396          | Thái Lan (THA) · Kotchakorn Khamrueangsri                                                     | 5280          | Philippines (PHI) · Narcisa Atienza                                                                                        | 4798         |

## Bảng huy chương
Nguồn: Medal Standings  Đoàn chủ nhà ( Singapore (SIN))| Hạng               | Đoàn               | Vàng | Bạc | Đồng | Tổng số |
| ------------------ | ------------------ | ---- | --- | ---- | ------- |
| 1                  | Thái Lan (THA)     | 17   | 13  | 9    | 39      |
| 2                  | Việt Nam (VIE)     | 11   | 15  | 8    | 34      |
| 3                  | Indonesia (INA)    | 7    | 4   | 4    | 15      |
| 4                  | Philippines (PHI)  | 5    | 7   | 9    | 21      |
| 5                  | Singapore (SIN)    | 3    | 3   | 3    | 9       |
| 6                  | Malaysia (MAS)     | 3    | 2   | 9    | 14      |
| 7                  | Myanmar (MYA)      | 0    | 2   | 4    | 6       |
| Tổng số (7 đơn vị) | Tổng số (7 đơn vị) | 46   | 46  | 46   | 138     |

## Kỷ lục
Tổng cộng đã có mười một kỷ lục đại hội được phá vỡ tại giải đấu này.

### Men
| Nội dung       | Ngày       | Vòng      | Vận động viên               | Quốc tích   | Kết quả  | Loại kỷ lục |
| -------------- | ---------- | --------- | --------------------------- | ----------- | -------- | ----------- |
| 100 m          | 9 tháng 6  | Chung kết | Eric Shauwn Cray            | Philippines | 10.25    | NR          |
| 400 m          | 12 tháng 6 | Chung kết | Kunanon Sukkaew             | Thái Lan    | 46.00    | GR          |
| 5000 m         | 9 tháng 6  | Chung kết | Nguyễn Văn Lai              | Việt Nam    | 14:04.82 | GR          |
| 110 m vượt rào | 11 tháng 6 | Chung kết | Jamras Rittidet             | Thái Lan    | 13.69    | GR          |
| 400 m vượt rào | 10 tháng 6 | Chung kết | Eric Shauwn Cray            | Philippines | 49.40    | GR, NR      |
| Nhảy sào       | 9 tháng 6  | Chung kết | Porranot Purahong           | Thái Lan    | 5.30     | GR          |
| Nhảy ba bước   | 9 tháng 6  | Chung kết | Muhammad Hakimi Ismail      | Malaysia    | 16.76    | GR          |
| Ném búa        | 9 tháng 6  | Chung kết | Caleb John Christian Stuart | Philippines | 65.63    | GR          |

### Nữ
| Nội dung                    | Ngày       | Vòng      | Vận động viên                                                  | Quốc tích | Kết quả  | Loại kỷ lục |
| --------------------------- | ---------- | --------- | -------------------------------------------------------------- | --------- | -------- | ----------- |
| 400 m vượt rào              | 10 tháng 6 | Chung kết | Nguyễn Thị Huyền                                               | Việt Nam  | 56.15    | GR          |
| 3000 m vượt chướng ngại vật | 12 tháng 6 | Chung kết | Khin Mar Se                                                    | Myanmar   | 10:52.75 | NR          |
| 3000 m vượt chướng ngại vật | 12 tháng 6 | Chung kết | Cheryl Chan Xue Rou                                            | Singapore | 11:45.16 | NR          |
| Ném đĩa                     | 12 tháng 6 | Chung kết | Subenrat Insaeng                                               | Thái Lan  | 58.56    | GR          |
| Ném búa                     | 9 tháng 6  | Chung kết | Mingkamon Koomphon                                             | Thái Lan  | 56.57    | GR          |
| 4 × 400 m tiếp sức          | 11 tháng 6 | Chung kết | Nguyễn Thị Oanh Nguyễn Thị Thủy Quách Thị Lan Nguyễn Thị Huyền | Việt Nam  | 3:31.46  | GR          |